# 唐古拉工作委员会
唐古拉工作委员会，1956年以唐古拉山地区设置（县级）。治所在温泉，1959年迁治沱沱河沿。属青海省柴达木行政委员会。1964年撤销，并入格尔木市。 